# 嘉多山公園
嘉多山公園（かたやまこうえん）は、栃木県佐野市嘉多山町(旧葛生町)にある都市公園（近隣公園）である。石灰の採掘跡地につくられた公園で、約300本のソメイヨシノがあり、春は桜が咲き誇り、桜の名所となる。また、樹齢100年以上と推定される和白檀の林もある。
嘉多山公園を会場とした祭りもあり、それがさくらまつり（4月）と原人祭り（8月）である。

## 立地
東武佐野線の葛生駅を起点とした大通りの終点が入り口の階段になっている。階段は、葛生中学校の東側にある。
一部が国道293号の上にあり、道路は嘉多山トンネルとなっている。